# Dăbrava, Dobrici
Dăbrava (în bulgară Дъбрава) este un sat în comuna Balcik, regiunea Dobrici, Dobrogea de Sud, Bulgaria. 
Între anii 1913-1940 a făcut parte din plasa Balcic a județului Caliacra, România. În trecut s-a numit Meșe-Mahle.

## Demografie
Componența etnică a satului Dăbrava
     Turci (46,77%)
     Bulgari (46,23%)
     Romi (4,3%)
     Nicio identificare (2,68%)
La recensământul din 2011, populația satului Dăbrava era de 186 locuitori. Nu există o etnie majoritară, locuitorii fiind turci (46,77%), bulgari (46,23%) și romi (4,3%). Pentru 2,68% din locuitori nu este cunoscută apartenența etnică.